# Euler-féle poliédertétel
Az Euler-féle poliédertétel (vagy Euler–Descartes-féle poliédertétel vagy a síkbarajzolható gráfokra vonatkozó Euler-formula) a térgeometriában és a gráfelméletben Leonhard Euler által sejtett és később Cauchy, majd számos más matematikus által igazolt egyenlőség. A tétel a konvex, illetve az egyszerű poliéderekről, valamint általánosabban, a síkba rajzolható gráfok egy alaptulajdonságáról szól. A francia matematikai szakirodalomban Descartes-ról és Eulerről nevezték el a tételt.

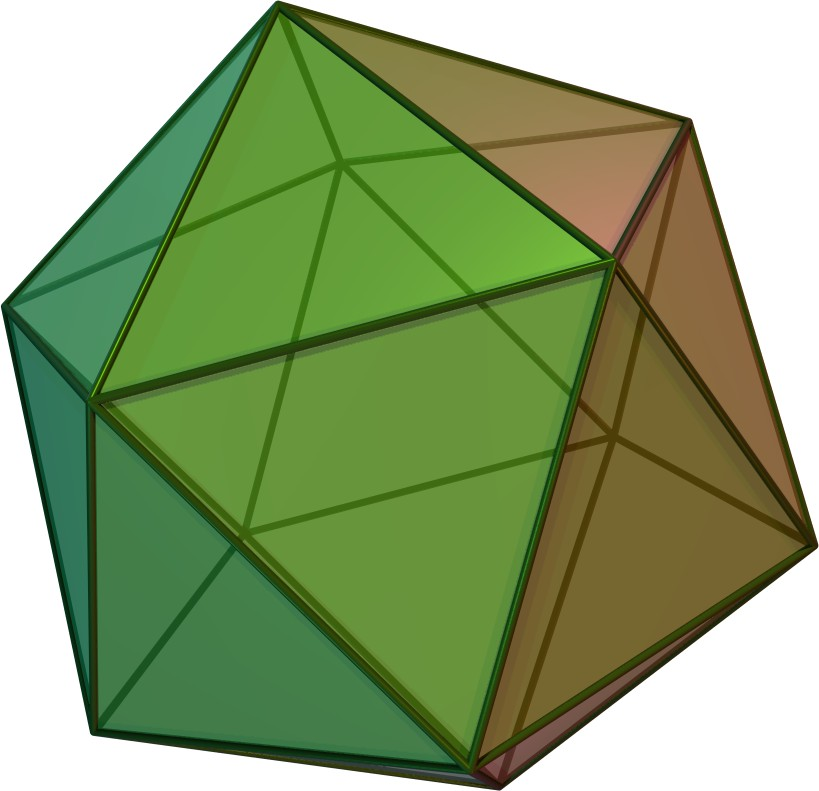
A konvex ikozaéder eleget tesz az Euler-poliédertételnek

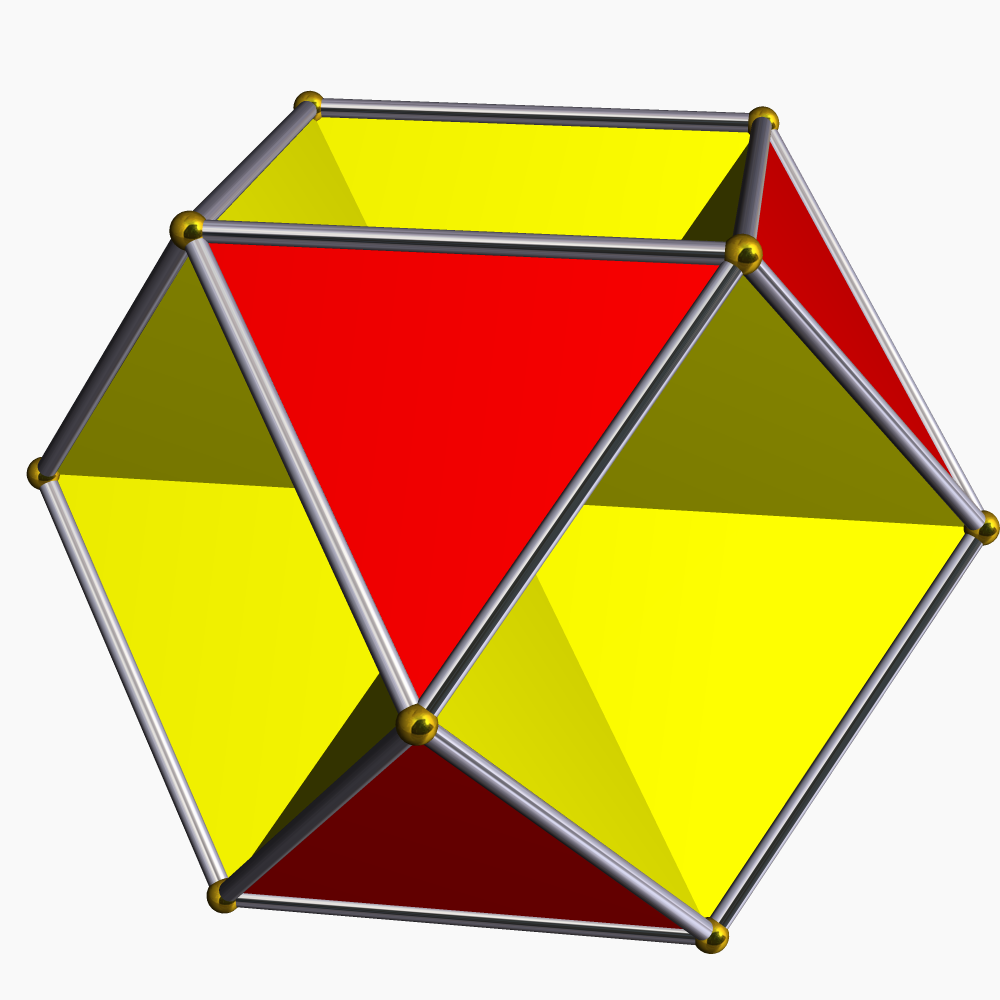
Konkáv poliéder, 13 csúccsal, 36 éllel és 32 lappal, amire a c+l=e+2 egyenlőség nem teljesül

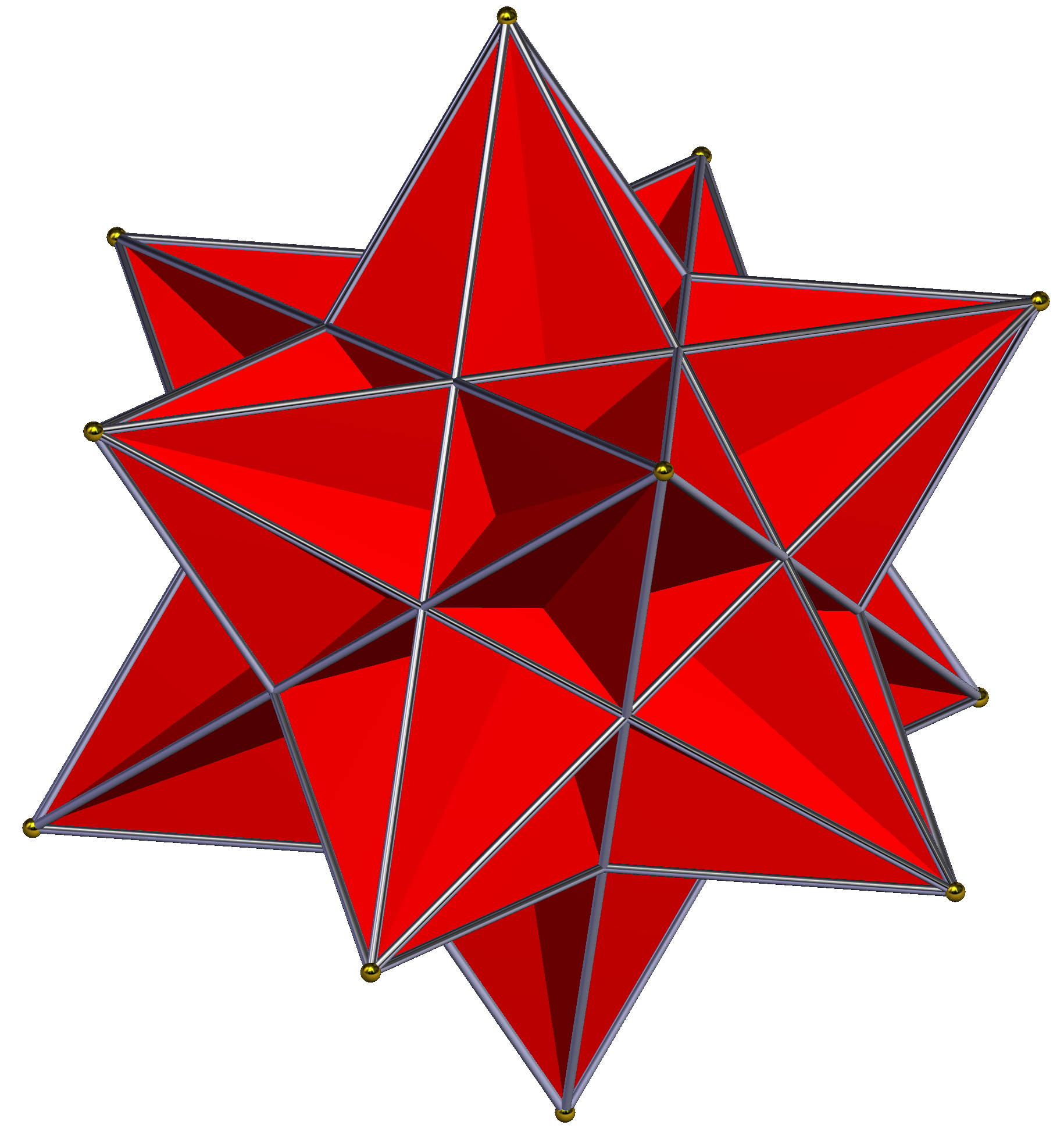
Konkáv poliéder, amire igaz az Euler-formula

## A tétel állítása
Legyen a P konvex (vagy egyszerű) poliéder éleinek száma e, a lapjainak száma l és a csúcsainak száma c. Ekkor fennáll a következő egyenlőség:
{\displaystyle c+l=e+2\,}
Példák
1. az öt platóni test adatai kielégítik a Euler-féle formulát, hiszen mindannyian konvex poliéderek. A tétel segítségével bebizonyítható például, hogy csak ez az öt szabályos test létezik.
2. síkgráfokra történő megfogalmazás – ha egy poliéder olyan, hogy valamely lapjától alkalmas távolságban lévő pontból a poliéder síkba vetíthető a lapok képeinek fedése nélkül (egyszerű poliéder), akkor élváza síkgráfként is ábrázolható. Erre még a következőképpen is gondolhatunk. Eltávolítva az egyik lapot és annak határoló éleit széthúzva a poliéder síkba vetíthető és síkgráffá alakítható. A poliéder lapjai torzulhatnak, de topologikus tulajdonságai megmaradnak.

### Az Euler-poliédertétel síkgráfokra
A poliédertétel általánosítása érvényes az összefüggő síkgráfokra, így teljesül csúcsszám+lapszám=élszám+2, ahol a külső lap is szerepel. Ez az általánosítás kiterjeszti a tétel érvényességét egyes nem konvex poliéderekre, és olyan síkgráfokra is, amelyek nem poliéderek gráfjai.
Sokszor rögtön síkgráfokra bizonyítják, és ebből következik poliéderekre.

### Euler-karakterisztika
További általánosításként egy felület Euler-karakterisztikájához jutunk. Ebből a szempontból a poliéder konvexitása elégséges feltétel, ami biztosítja, hogy a poliéder felszíne homeomorf a 2-gömbbel.

## Bizonyítás konvex poliéderekre
Lapítsuk ki az előzőekben elmondott módon a konvex poliédert.
Ha egy lap nem háromszög, akkor háromszögeljük új élek hozzávételével. Könnyen látható, hogy így a lapok és az élek száma eggyel nőtt, míg a csúcsoké nem változott. Ha az eredeti testre teljesült a tétel, akkor az új gráfra is fog, és megfordítva.
Alkalmazzuk most iteratívan a következő transzformációkat:
1. Egy olyan háromszög külső oldalának eltávolítása, amelynek egy közös éle van a külső lappal. Látható, hogy így a tétel érvényessége nem változik.
2. Egy olyan háromszög külső oldalainak eltávolítása, amelynek két közös éle van a külső lappal. Megszűnik egy lap, egy csúcs és két él, és ez nem változtat a tétel érvényességén.
Addig ismételjük ezeket a lépéseket, amíg egy háromszöggráfhoz nem jutunk. Erre behelyettesítéssel igazoljuk, hogy c+l=e+2.

## Egy klasszikus bizonyítás
Indukcióval működik.
A legegyszerűbb síkgráf, amivel már kezdeni is lehet valamit, az egy pontú gráf. Könnyen ellenőrizhető, hogy erre a tétel teljesül.
A következő műveletek nem változtatnak ezen:
1. Új csúcs hozzávétele, amit egy új él köt a gráf többi részéhez. Az élek és a csúcsok száma eggyel nő, míg a lapoké nem változik. Ha a régi gráfra érvényes volt a c+l=e+2 összefüggés, akkor az újra is igaz lesz, mert mindkét oldalhoz hozzáadtunk egyet.
2. Új él hozzávétele, ami két már létező csúcsra illeszkedik. Most a lapok és az élek száma nőtt eggyel. Ha a régi gráfra érvényes volt a c+l=e+2 összefüggés, akkor az újra is igaz lesz, mert mindkét oldalhoz hozzáadtunk egyet.
Tehát a tétel minden olyan gráfra igaz, amely ezekkel a műveletekkel felépíthető, és ezek pontosan a síkgráfok. Így a tétel minden síkgráfra igaz, ezért a konvex poliéderekre is igaz.

## Általánosítás
Ha a poliéder felülete többszörösen összefüggő, akkor a tételhez nagyon hasonló állítást tehetünk, ez a Poincaré-tétel:
Ha a poliéder felülete {\displaystyle n}-szeresen összefüggő, akkor a csúcsok, lapok és élek számára igaz a
{\displaystyle c-e+l=3-n}
összefüggés